# Sisamón
Sisamón és un municipi de la província de Saragossa situat a la comarca de la Comunitat de Calataiud.